# Бьюфорт (округ)
Округ Бьюфорт (англ. Beaufort County) располагается в штате Южная Каролина, США. Административным центром является одноимённый город.
По состоянию на 2013 год, численность населения составляла 171 838 человек.

## История
Бьюфорт был официально образован в 1769 году и назван также, как и город избранный столицей округа, который, в свою очередь, получил своё имя в честь английского аристократа Генри Сомерсета, 2-го герцога Бофорта.

## География
В соответствии с данными указанными на сайте центрального статистического органа страны — Бюро переписи населения США, общая площадь округа Бьюфорт равняется 2390,572 км², из которых 1520,332 км² занимает суша и 870,241 км² (36,41%) приходится на водную поверхность.

## Климат
Согласно данным представленным Национальной метеорологической службой США в округе Бьюфорт преимущественно влажный субтропический климат с теплыми по меркам Южной Каролины зимами.

## Демография
По данным переписи населения 2000 года в округе проживает 120 937 жителей в составе 45 532 домашних хозяйств и 33 056 семей. Плотность населения составляет 80,00 человек на км2. На территории округа насчитывается 60 509 жилых строений, при плотности застройки около 40,00-ка строений на км2. Расовый состав населения: белые — 70,66 %, афроамериканцы — 23,98 %, коренные американцы (индейцы) — 0,27 %, азиаты — 0,79 %, гавайцы — 0,05 %, представители других рас — 2,84 %, представители двух или более рас — 1,41 %. Испаноязычные составляли 6,79 % населения независимо от расы.

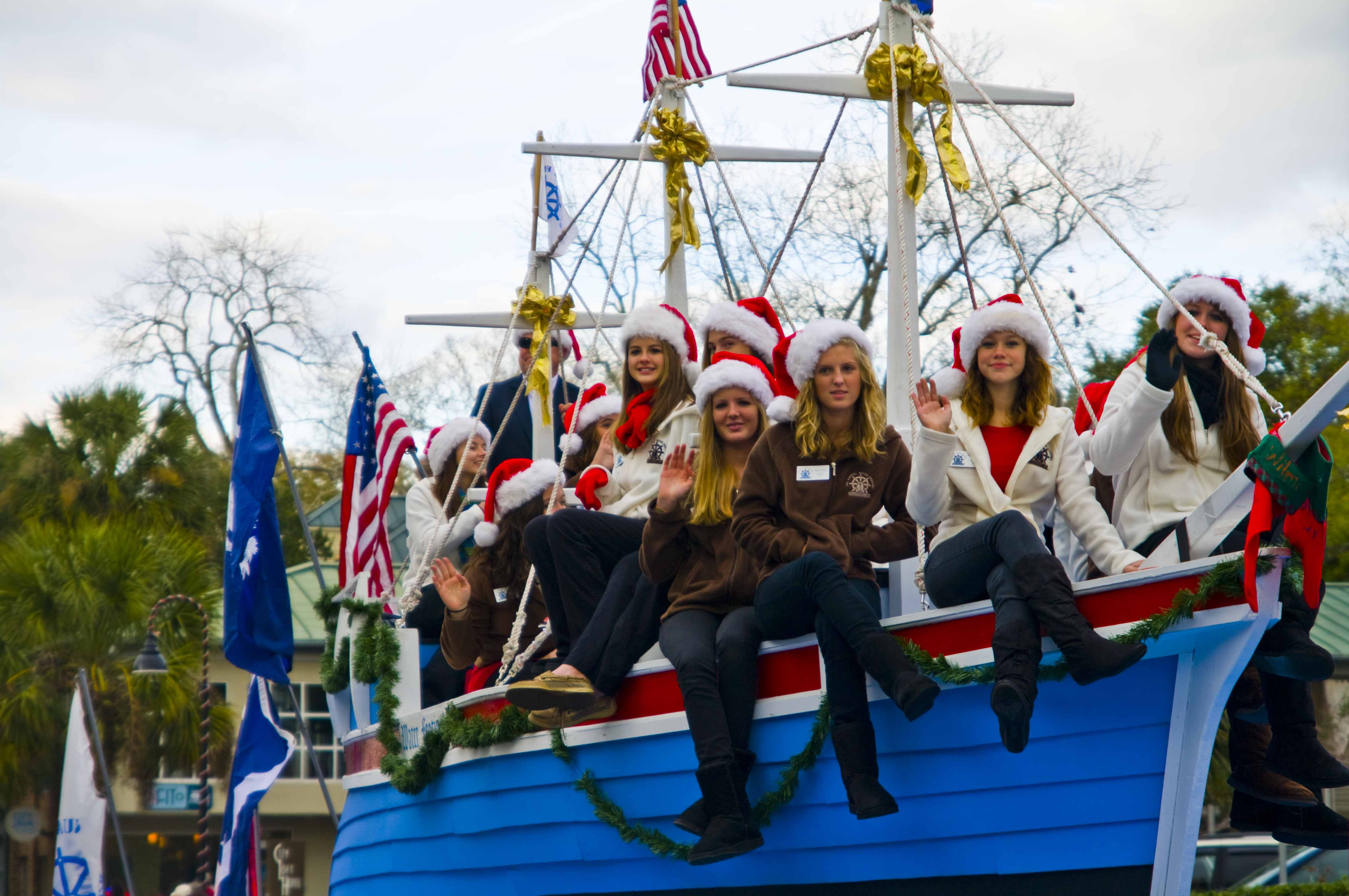
Жители Бьюфорта на рождественском параде

В составе 30,40 % из общего числа домашних хозяйств проживают дети в возрасте до 18 лет, 58,20 % домашних хозяйств представляют собой супружеские пары проживающие вместе, 11,00 % домашних хозяйств представляют собой одиноких женщин без супруга, 27,40 % домашних хозяйств не имеют отношения к семьям, 21,50 % домашних хозяйств состоят из одного человека, 8,30 % домашних хозяйств состоят из престарелых (65 лет и старше), проживающих в одиночестве. Средний размер домашнего хозяйства составляет 2,51 человека, и средний размер семьи 2,90 человека.
Возрастной состав округа: 23,30 % моложе 18 лет, 12,00 % от 18 до 24, 27,20 % от 25 до 44, 22,10 % от 45 до 64 и 22,10 % от 65 и старше. Средний возраст жителя округа 36 лет. На каждые 100 женщин приходится 102,40 мужчин. На каждые 100 женщин старше 18 лет приходится 102,00 мужчин.
Средний доход на домохозяйство в округе составлял 46 992 USD, на семью — 52 704 USD. Среднестатистический заработок мужчины был 30 541 USD против 25 284 USD для женщины. Доход на душу населения составлял 25 377 USD. Около 8,00 % семей и 10,70 % общего населения находились ниже черты бедности, в том числе — 15,40 % молодежи (тех, кому ещё не исполнилось 18 лет) и 6,70 % тех, кому было уже больше 65 лет.